# Photopea
Photopea (/ˈfoʊtəˈpiː/ FOH-tə-PEE) é um programa de edição gráfica de imagens baseado na web, podendo ser usado em todos os sistemas operacionais que suportam navegadores de internet modernos. O software pode ser usado gratuitamente, apesar de possuir recursos pagos. A versão gratuita é mantida com anúncios que são exibidos em algumas telas. Possui uma grande compatibilidade com arquivos como PSD do Adobe Photoshop, bem como JPEG, PNG, DNG, GIF, SVG, PDF e outros.
Todos os arquivos tratados pelo Photopea são armazenados localmente na máquina do usuário, mas há opções para armazenamento em nuvem.

## Características
Photopea conta com diversos recursos de edição e ilustração como correção de manchas, de cores, carimbos de correção, pincéis, mascaras de camada, canais, objetivos inteligentes, filtros etc.
O software é elogiado devido a sua alta semelhança com o Adobe Photoshop, o que permite uma fácil adaptação em caso de migração de plataforma.
Qualquer usuário pode hospedar o serviço, porém este recurso é pago, podendo variar de US$ 500 e US$ 2.000 por mês.

## Recepção
O software tem uma boa aceitação no público em geral, principalmente devido a sua semelhança com outros programas populares no mercado como o Adobe Photoshop, pela facilidade de uso e não necessidade de instalação, podendo ser usado em qualquer lugar com suporte.
A migração de outros softwares famosos para o Photopea costuma ser mais fácil do que outros concorrentes gratuitos, como o GIMP, justamente devido a essa semelhança com os padrões da indústria.